# Heterolepidae
Heterolepidae es una familia de foraminíferos bentónicos de la superfamilia Chilostomelloidea, del suborden Rotaliina y del orden Rotaliida. Su rango cronoestratigráfico abarca desde el Albiense (Cretácico superior) hasta la Actualidad.

## Clasificación
Heterolepidae incluye a los siguientes géneros:
- Gemellides †
- Heterolepa
- Loisthostomata †
- Talpinella †

Otro género considerado en Heterolepidae y clasificado actualmente en otra familia es:
- Anomalinoides, ahora en la familia Gavelinellidae

Otros géneros considerados en Heterolepidae son:
- Cibusoides, aceptado como Heterolepa
- Crawfordoides, aceptado como Heterolepa
- Pseudotruncatulina, aceptado como Heterolepa